# 雪見みと
雪見 みと（ゆきみ みと、1997年5月1日 - ）は、女優、モデル。兵庫県出身。

## 来歴
友人の撮影のモデルをしたことをきっかけにポートレートモデルとして京都を中心に活動を開始。SNSで話題になり知名度が急騰。有名写真家のモデルや広告モデルを務めることも増え、カリスマ被写体モデルとしてテレビなどにも露出し、芸能活動をスタート。ミスSNS準グランプリ。2020年10月にBSテレ東「ハルとアオのお弁当箱」でテレビドラマ初出演を果たし、女優としても活躍の場を広げている。

## 人物
同志社大学商学部出身。趣味はアニメ鑑賞、お酒、サックス、カメラ、パン、古着、イラストを描くこと。中学時代からテナーサックスを吹いており、愛器のサックスに親しみを込めて「ベガちゃん」と名付けている（父親からの提案で、購入日の七夕にちなんだ名前にした）。自分でパンを手作りするほどのパン好きで、1番好きなパンは「クロワッサン」。休日は家で過ごすことが多く、休みの日は家でアニメ鑑賞をすることが多い。ロボット系、闇落ち系、魔法少女系、異世界系のアニメが好きで、中でも「ラブライブ」の矢澤にこはSNSでもファンであることを公言している。2025年1月から放送されたドラマ「うちの会社の小さい先輩の話」では、コスプレ好きな早川千夏役で出演し、フェイクバストをつけたオタク役の姿を披露している。愛用しているカメラはCanon EOS Kiss7、RICOH MYPORT ZOOM mini P（フィルム）、OLYMPUS-PEN EE-3（フィルム）。尊敬している人物は母親。

## 出演

### 映画
- 真言アイロニー（2020年1月、 石原ひなた監督） - 今野花撫 役　※2021年ヒューストン国際映画祭・ドラマ部門プラチナ賞受賞[2]
- ギシン（2020年2月、吉川宙来監督） - 椎名花奏 役[3]
- キール[4]（2021年4月、アベトモユキ監督）- れいか役
- MIRRORLIAR FILMS 短編映画「Petto」（2021年9月、枝優花監督）- 女子高生 役
- 純猥談「いつか回り回って恋人に戻れたら幸せです」[5]（2022年5月、YP監督作品）-ヒロイン 役
- 6人ぼっち（2025年5月2日、宗綱弟監督） - 綾乃 役[6][7]
- 満天の星の下で（2025年公開予定） - 菊池花音　役[8]
- 虚空（2025年公開予定） -  江藤美優湖　役[9]

### テレビ

#### ドラマ
- ハルとアオのお弁当箱 第1話（2020年10月13日、BSテレ東） - 女子大生・ミチル 役[10]
- SUPER RICH 第9話（2021年12月9日、フジテレビ） - 坂本鈴 役
- 激辛課長（2021年12月19日、BS朝日） - 部下・新城 役[11]
- バレ恋（2022年3月、毎日放送）
- クールドジ男子 第1話・第3話・最終話（2023年4月15日・4月29日・7月1日、テレビ東京） - 小林 役
- ウソ婚 第1話（2023年7月、カンテレ） -  カフェ店員役
- さらば、佳き日 第5話（2023年7月、テレビ東京） -  麻美役
- たとえあなたを忘れても （2023年10月、ABCテレビ・テレビ朝日系） - 看護師 佐久田敬子 役
- うちの会社の小さい先輩の話（2025年1月15日 - 、BS松竹東急） - 早川千夏 役[12]

#### バラエティ
- メッセンジャーの○○は大丈夫なのか?（2020年2月20日、毎日放送)[13]
- 全力坂（2022年4月、テレビ東京）

### 情報番組
- SDGsらぼ（2022年4月16日 - 、BS12）- ナビゲーター[14][15]
- ゼッケン（2023年4月 - 、日本テレビ）

### ラジオ
- リアルをぶつけろ！ハッシュタグZ（2020年11月、ABCラジオ)[16]」

### 舞台
- 【爆走おとな小学生】『サイキック学園~青春超能力バトル~』（2021年5月）
- たやのりょう一座『怪盗☆ドラゴンカンパニー【Vol.2】グレイン島のレジスタンスと禁断の果実』（2022年1月）
- 『ぼくはずっと前から新しい』（2022年12月23 - 25日）
- 『劇走江戸鴉～チャリンコ傾奇組～』（2024年10月5日-27日、11月2日 - 10日）
- 松竹創業130周年『スイートホーム ビターホーム』（2025年12月6日 - 29日〈予定〉）[17]

### MV
- South penguin「idol」（2019年7月）[18]
- osage「アナログ」（2019年9月）[19]
- Vaundy「life hack」（2020年4月）[20]
- Rin音 × Soundcore「夜明乃唄」（2020年8月）[21]
- Hi Cheers!「恋はケ・セラ・セラ」（2020年8月）[22]
- SideChest「Nimbus」[23]
- あたらよ 1st Album「極夜において月は語らず」収録曲「交差点」（2022年3月）[24]
- オカモトコウキ「君は幻」（2022年4月）[25]
- HIPPY「いまキミ愛してるfeat.山猿」（2022年8月）
- reGretGirl「winter」（2023年2月）
- フレンズ「きっとわたしは大丈夫」（2023年5月）
- スキマスイッチ 10th Album『A museMentally』全曲ダイジェストMV（2024年7月）
- ジュースごくごく倶楽部「マジでタク乗る5秒前」（2024年7月）
- 「あなたにとってポルノグラフィティとは?」25th Anniversary MUSIC VIDEO（2024年9月）
- 青戸しの、けーたと黒川。「さよならバイバイ」（2024年12月）

### CM
- 17LIVE（イチナナ）「ライブなパパ篇」（2020年10月） - 友人 役[26]
- ようこそ!ポケモンカフェ 〜まぜまぜパズル〜 「まぜまぜするだけ篇」（2021年10月）[27]

### Web
- 東海ウォーカー（2019年7月）
- ショートムービー「セカイはキミのもの」11月すすき篇（2020年1月）[28]
- FASHIONSNAP.COM×dejavu「フィルム眉カラー」（2020年4月） - Webモデル[29]
- Vaundy OFFICIAL SUMMER GOODS（2020年8月）[30]
- ルルルン （2020年12月）- Webムービー
- Whoscall  「令和版メリーさんの電話 営業電話編」「令和版メリーさんの電話 詐欺電話編」「令和版メリーさんの電話 宅配便電話編」 - メリーさん役（2021年9月）[31] - WebCM
- FIXER／企業広告(どんな会社篇) 自由編 (2021年11月)[32] - WebCM
- ebook japan（2022年3月）[33] - WebCM
- マッチングアプリ with WebCM（2022年4月）
- REECH DATABASE タクシー CM（2022年6月）
- IGNIS io ウォッシュ クレンズ WebCM（2022年7月）
- dynabook（2022年12月）- WebCM
- そうだ 京都、行こう。2023年春「花咲く京都」篇 （2023年2月）- WebCM
- ローソングループ動画「ほっとする、ホットな毎日をこれからも。」 （2023年5月）- WebCM
- ルシアクリニック 「はじめての医療脱毛 サボテン篇」 （2023年6月）- WebCM
- ANA「旅のすべてが、シネマチック」篇（2023年7月）- WebCM
- コカ・コーラ「水資源プロジェクト」（2023年12月）- ブランドムービー
- 阪急交通社「ハンキューさんに聞いてみよう！」（2024年5月）- WebCM
- 「呪縛少女バギラちゃん」（2024年8月）- 再現VTR

### 広告
- 富士フイルム「平成が終わルンです」（2019年3月）[34]
- 西武渋谷百貨店（2019年5月） - PRモデル
- パラドゥ株式会社「Parado（パラドゥ）」スキンケアルージュ（2020年2月） - SNSモデル
- MOON BATオフィシャルサイト「estaa」（2020年11月）- ECサイトモデル[35]
- ファッションブランド「meeme」（2021年2月）　- 2021ss 広告モデル
- 牛乳石鹼 赤箱（2021年8月）- WEB広告モデル
- ABC-MART GRAND STAGE Seasonlook（2021年11月）-Web広告モデル[36]
- Reebok INSTAPUMP FURY OG （2022年2月）-Web広告モデル[37]
- 越のゆグループ（2022年3月）-2023年度新卒採用サイトモデル[38]
- Kirei&co （2022年11月）-新作コスメモデル
- 京王プレリアホテル京都烏丸五条 （2022年12月）-広告モデル
- eye closet カラーコンタクトモデル（2022年3月）

### 雑誌
- カジカジH vol.60（2018年11月） 巻頭特集
- 週刊プレイボーイ（2019年3月、集英社）
- non-no1月号（2020年11月、集英社）
- 宣伝会議3月号 表紙（2024年3月）

### コンテスト
- ミスSNS2019 準グランプリ（2019年4月）[39]